# Park Shiba
Park Shiba (jap. 芝公園 Shiba Kōen) – park w dzielnicy Minato w Tokio, w Japonii, wybudowany wokół świątyni Zōjō-ji.
Jest to jeden z najstarszych parków w Japonii. Teren wchodzący pierwotnie w skład świątyni, został wykupiony i przeznaczony na park miejski. W okresie Edo część terenów parku należała do klanu Ōkubo. 
Na terenie parku znajduje się Wieża Tokijska (Tōkyō Tawā). Obok parku są dwie stacje linii metra Mita.

## Otoczenie
Ulica Shiba-Kōen 1-chōme
- Uniwersytet Keio (dawniej Uniwersytet Farmaceutyczny Kyoritsu)
- Budynek Shibadaimon Furonto Biru (jap. 芝大門フロントビル)
- Hotel Shiba-Kōen (jap. 芝パークホテル)
Ulica Shiba-Kōen 2-chōme
- Hotel Shibadaimon (jap. 芝大門ホテル)
Ulica Shiba-Kōen 3-chōme
- Hotel Tokyo Prince (jap. 東京プリンスホテル)
- Stacja Onarimon
- Szkoła średnia
- Szkoła podstawowa Minato
- Nagaizaka (jap. 永井坂)
Ulica Shiba-Kōen 4-chōme
- Tōkyō Tawā
- Tōkyō Tawā Studio (dawniej Shiba-kōen Studio)
- Stacja Shiba-kōen
- Świątynia Zōjō-ji

## Flora
W parku Shiba posadzono około 5764 drzew i ponad 22 000 krzewów. W znacznej większości są to:
– sakura (jap. 桜)
– Prunus mume – morela japońska
– cynamonowiec kamforowy
– Lithocarpus edulis – odmiana japońskiego dębu
– miłorząb dwuklapowy
– Zelkova serrata – brzostownica japońska
– Castanopsis
– Celtis jessoensis
– Pinus thunbergii – sosna Thunberga

## Galeria

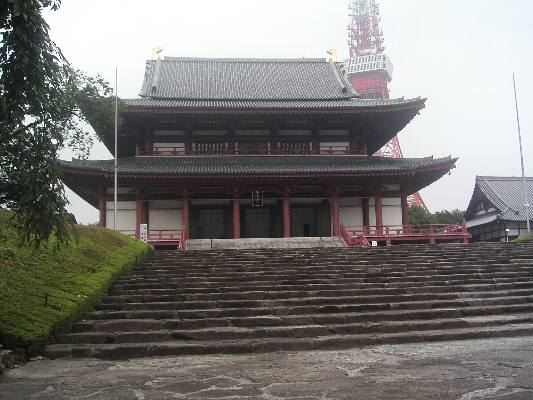
Świątynia Zōjō-ji
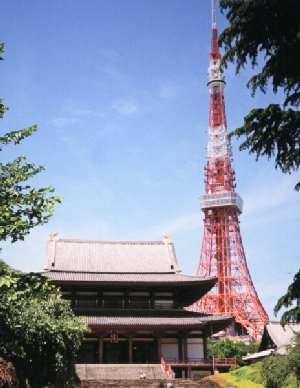
Zōjō-ji w parku Shiba, z tyłu Wieża Tokijska
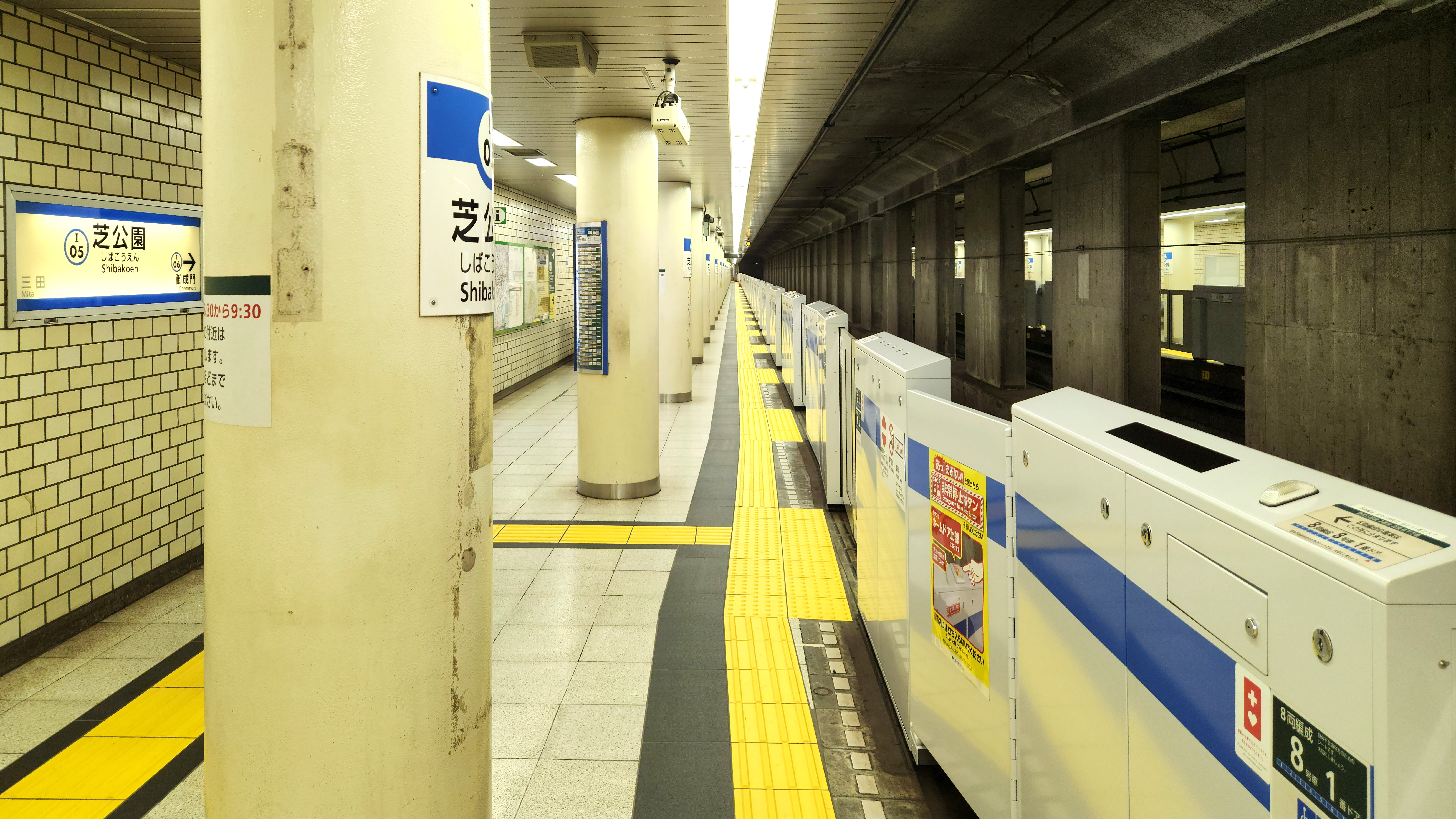
Stacja metra Shiba-kōen, linii Toei Mita
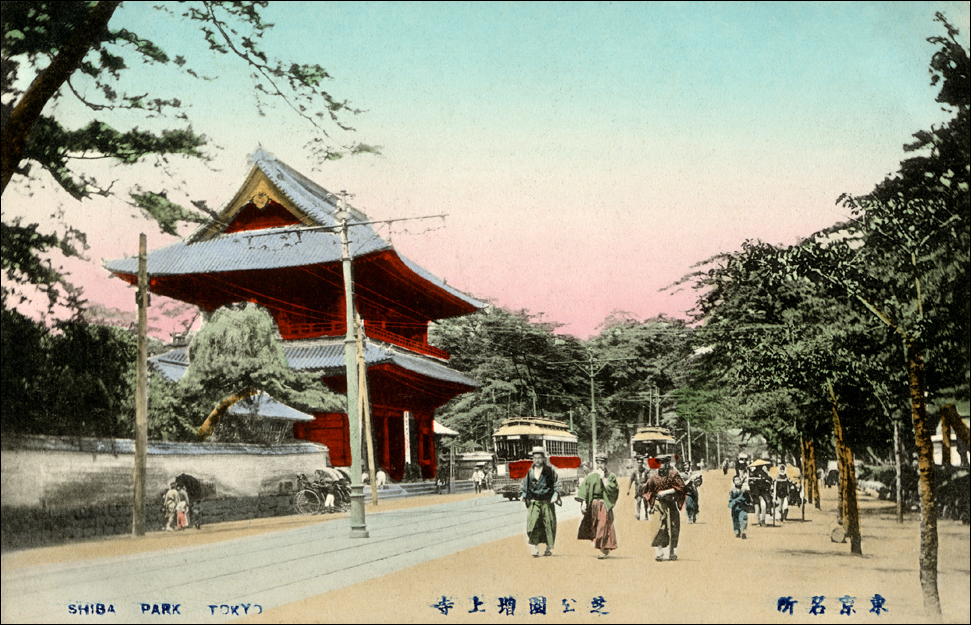
Park na początku XX w.